# Fontenay-Trésigny
Fontenay-Trésigny – miejscowość i gmina we Francji, w regionie Île-de-France, w departamencie Sekwana i Marna.
Według danych na rok 1990 gminę zamieszkiwało 4518 osób, a gęstość zaludnienia wynosiła 204 osób/km² (wśród 1287 gmin regionu Île-de-France Fontenay-Trésigny plasuje się na 344. miejscu pod względem liczby ludności, natomiast pod względem powierzchni na miejscu 57.).